# Martinus Dogma Situmorang
Martinus Dogma Situmorang, né le 28 mars 1946 à Palipi dans la province de Sumatra du Nord et mort le 19 novembre 2019 à Bandung (Java, Indonésie)[réf. nécessaire], est un prélat indonésien, évêque du diocèse de Padang en Indonésie de 1983 a 2019.

## Biographie
Martinus Dogma Situmorang est ordonné prêtre pour l'ordre des frères mineurs capucins le 5 janvier 1974. 

### Évêque
Le 17 mars 1983, le pape Jean-Paul II le nomme évêque de Padang.
Il reçoit l'ordination épiscopale le 11 juin suivant des mains de Alfred Gonti Pius Datubara.